# Eukoenenia machadoi
Espèce
Synonymes
- Koenenia machadoi Remy, 1950

Eukoenenia machadoi est une espèce de palpigrades de la famille des Eukoeneniidae.

## Distribution
Cette espèce est endémique d'Angola. Elle se rencontre vers Sumbe.

## Étymologie
Cette espèce est nommée en l'honneur d'António de Barros Machado.

## Publication originale
- Remy, 1950 : Description d'un Palpigrade nouveau, récolté par le Dr. A. de Barros Machado en Angola. Publicacoes Culturais da Companhia de Diamantes de Angola, no 7, p. 123-128.